# Панський гідрологічний заказник (Шполянський район)
Панський заказник — гідрологічний заказник місцевого значення. Об'єкт розташований на території Шполянського району Черкаської області, село Журавка.
Площа — 11 га, статус отриманий у 1979 році.